# Tramway de Vélez-Málaga
Le tramway de Vélez-Málaga (en espagnol : Tranvía de Vélez-Málaga) est un système de transports collectifs en site propre de type tramway desservant la ville de Vélez-Málaga, en Andalousie. Premier tram andalou moderne, il est arrêté en 2012 pour des raisons budgétaires.

## Historique

### Construction et mise en service
Les travaux de construction débutent le 22 mars 2003 avec la pose de la première pierre de l'infrastructure, la durée du chantier étant alors estimée à vingt mois. La ligne, qui relie le centre historique de Vélez-Málaga au quartier côtier de Torre del Mar sur 4,7 kilomètres et neuf stations en 17 minutes pour un coût de travaux de 30 millions d'euros, est inaugurée trois ans plus tard, devenant le premier tramway moderne d'Andalousie.
En parallèle, une extension de la ligne au nord comptant trois stations sur 1,7 kilomètre est engagée. Elle est terminée en avril 2009, après vingt-deux mois de travaux, soit le triple du calendrier prévisionnel. Malgré le fait que la Junte d'Andalousie accepte en juillet 2010 de financer l'achat d'une troisième rame, cette nouvelle section n'entre pas en service. En juillet 2011, une partie de la ligne aérienne de contact (LAC) est arrachée au passage d'un camion-grue.

### Arrêt d'exploitation
La mairie décide en octobre 2011 d'arrêter le réseau, en raison du refus exprimé par le gouvernement régional de prendre en charge 25 % des coûts réels d'exploitation et de l'incapacité des autorités municipales à faire face seul aux coûts engendrés. Le maire Francisco Delgado Bonilla, issu du Parti populaire (PP), suspend la décision de fermeture dans l'attente des résultats des élections andalouses du 25 mars 2012, mais il la confirme en avril 2012 après le maintien au pouvoir du Parti socialiste.
Alors que 1,2 million de voyageurs étaient officiellement attendus chaque année, leur nombre n'a jamais dépassé 900 000 la première année avant de reculer 676 000 en 2011. Le dernier voyage a lieu le 3 juin 2012, après avoir accumulé une dette de deux millions d'euros et engendré un déficit annuel de huit cent mille euros.
Le 4 septembre 2014, un juge du contentieux administratif rejette le recours du Parti andalouciste contre la décision du bureau municipal de suspendre l'exploitation du tramway.
Un rapport du Tribunal des comptes publié en novembre 2017 indique que le coût total du tramway de Vélez-Málaga a atteint 42,25 millions d'euros en additionnant la construction, l'exploitation et la maintenance depuis sa cessation d'activité. L'étude souligne que le montant prévisionnel des travaux de 19 millions d'euros a été largement dépassé, s'établissant à 35,8 millions d'euros et que le choix d'installer une telle infrastructure à Vélez ne reposait sur aucune motivation spécifique.

### Volonté avortée de remise en service
En novembre 2015, le département de l'Équipement de la Junte d'Andalousie s'engage à couvrir 40 % du déficit d'exploitation en cas de remise en service, mais aucun accord formel n'est conclu avec la Ville de Vélez-Málaga. Le gouvernement régional indique en mars 2020 que sa direction générale des Mobilités a refusé d'accorder au tramway une « déclaration d'intérêt métropolitain », un prérequis administratif indispensable pour pouvoir prendre en charge 75 % du déficit d'exploitation. Pour les autorités andalouses, le réseau est en effet uniquement urbain, ne rayonne pas de manière suffisante dans l'aire métropolitaine de Malaga et ne facilite pas les déplacements internes à la commune.
La mairie souhaite en effet réactiver le système de transport. Ainsi en novembre 2018, le maire lance un appel d'offres pour le marché public de remise en état des infrastructures de circulation mais elle doit le déclarer sans suite faute de candidat au début de l'année suivante. En janvier 2021, les autorités municipales souhaitent relancer une procédure de marché public concernant à la fois les réparations, les essais de roulage et le programme d'exploitation,.
Un mois plus tard, la mairie indique qu'elle a l'intention de répondre à l'appel à projet de la Fédération des villes et provinces (FEMP) pour solliciter des fonds du plan de relance européen afin de financer la remise en route de la ligne de tramway. Le dossier est officiellement déposé le 5 octobre 2021, par lequel la mairie de Vélez demande deux subventions pour un total de 6,1 millions d'euros : une de 3,7 millions d'euros concernant la rénovation des voies ayant déjà été mises en service, et une de 2,4 millions d'euros pour la remise en état de l'extension qui n'a encore jamais servi, les budgets municipaux devant prendre intégralement en charge la remise au point des rames.
Le 1er mars 2022, le gouvernement espagnol annonce que le projet de remettre en état la première section de la ligne a été déclaré éligible au plan de relance européen et bénéficie donc d'une subvention de 3,7 millions d'euros, qui doit être dépensée dans les deux ans. La mairie indique à cette occasion qu'elle cherche à revendre ses trois rames pour le futur tramway d'Alcalá de Guadaíra afin d'en acquérir de nouvelles, plus petites et plus nombreuses, ce qui permettrait d'accroître la fréquence de passage. L'appel d'offres du marché public de remise en état de l'ensemble du réseau est publié le 22 février 2023, pour un coût estimé à 4,1 millions d'euros par la municipalité. Les travaux de réparation de l'infrastructure et des équipements débutent le 13 avril suivant, pour une durée prévisionnelle de 18 mois.
Après une alternance à la mairie lors des élections municipales du 28 mai 2023, la nouvelle administration affirme avoir découvert que le coût de la remise en service serait de 5 millions € pour les finances municipales, alors que l'exécutif sortant affirmait que la municipalité n'aurait rien à débourser. En conséquence, le projet de remise en service est abandonné.

## Infrastructure
La ligne a une longueur totale de 5,9 kilomètres, dont une extension de 1,2 kilomètre jamais entrée en service. Elle relie le centre de Vélez-Málaga au quartier côtier de Torre del Mar. Trois sections sont à voie unique, deux respectivement avant et après la station Parque Jurado Lorca et une avant le terminus Iglesia San Andrés. Le garage-atelier permet d'entreposer les rames, d'en assurer la maintenance et le lavage.

## Matériel roulant
Le réseau utilisait trois rames de type Urbos 2 de Construcciones y Auxiliar de Ferrocarriles (CAF), dont la vitesse maximale atteint 70 km/h,. Les véhicules circulaient à une vitesse moyenne de 50 km/h.
Entre juillet 2013 et novembre 2014, les trois rames sont louées par le métro léger de Sydney, pour un loyer annuel de 200 000 euros et une économie des coûts de maintenance de 80 000 euros,.

## Photos

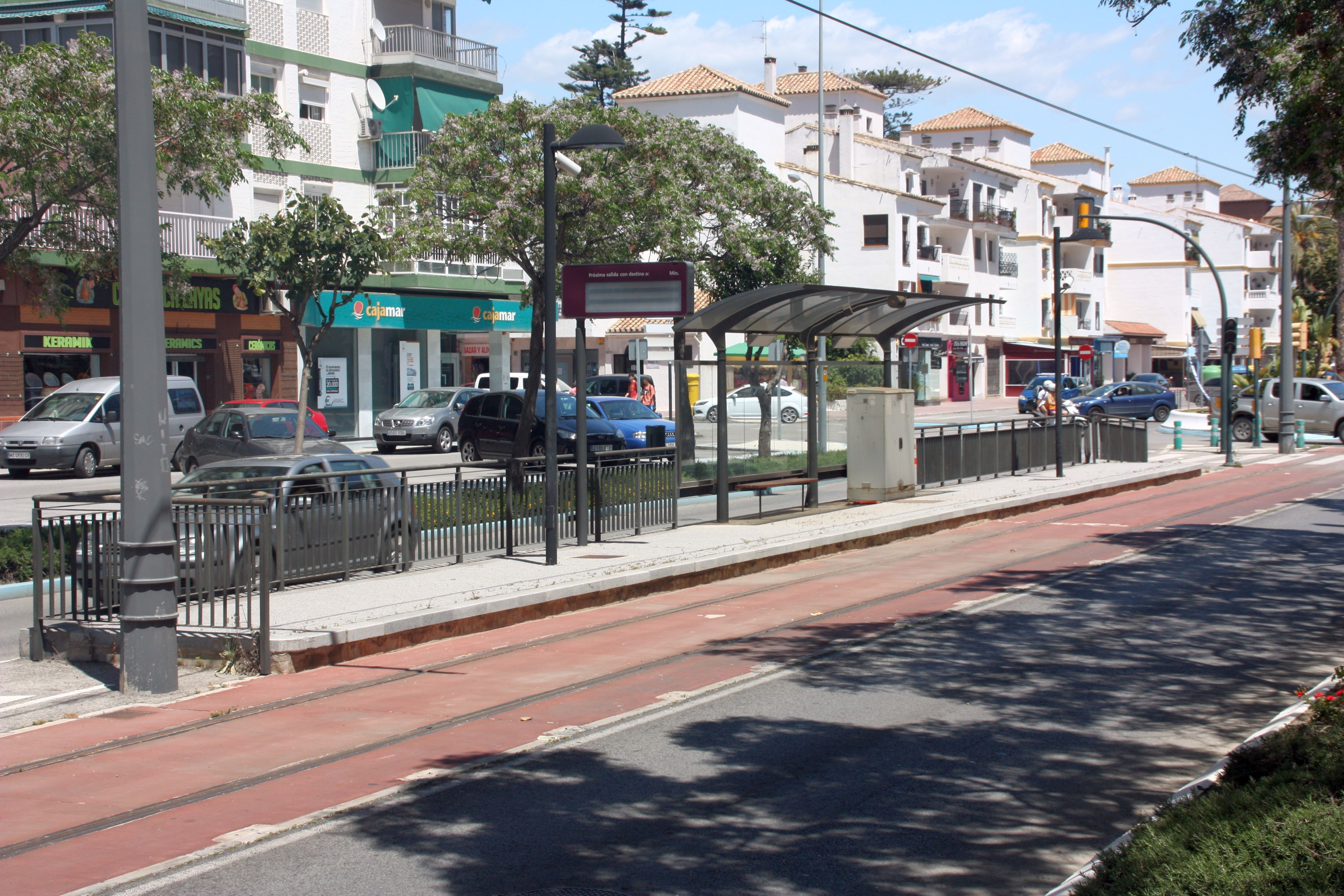
Station Conjunto Europa.
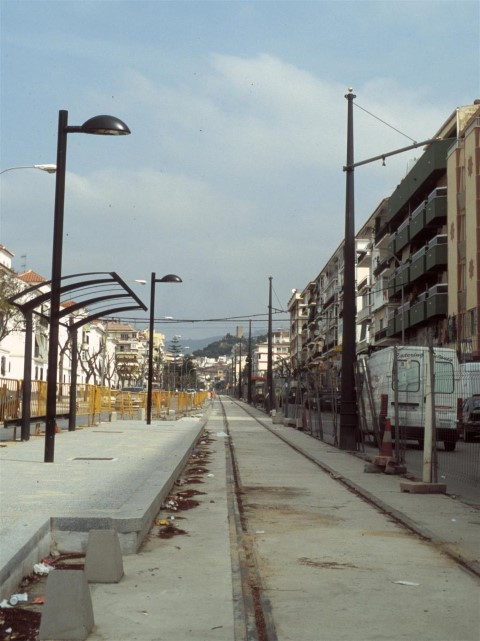
Section à voie unique sur l'avenue Vivar-Tellez.
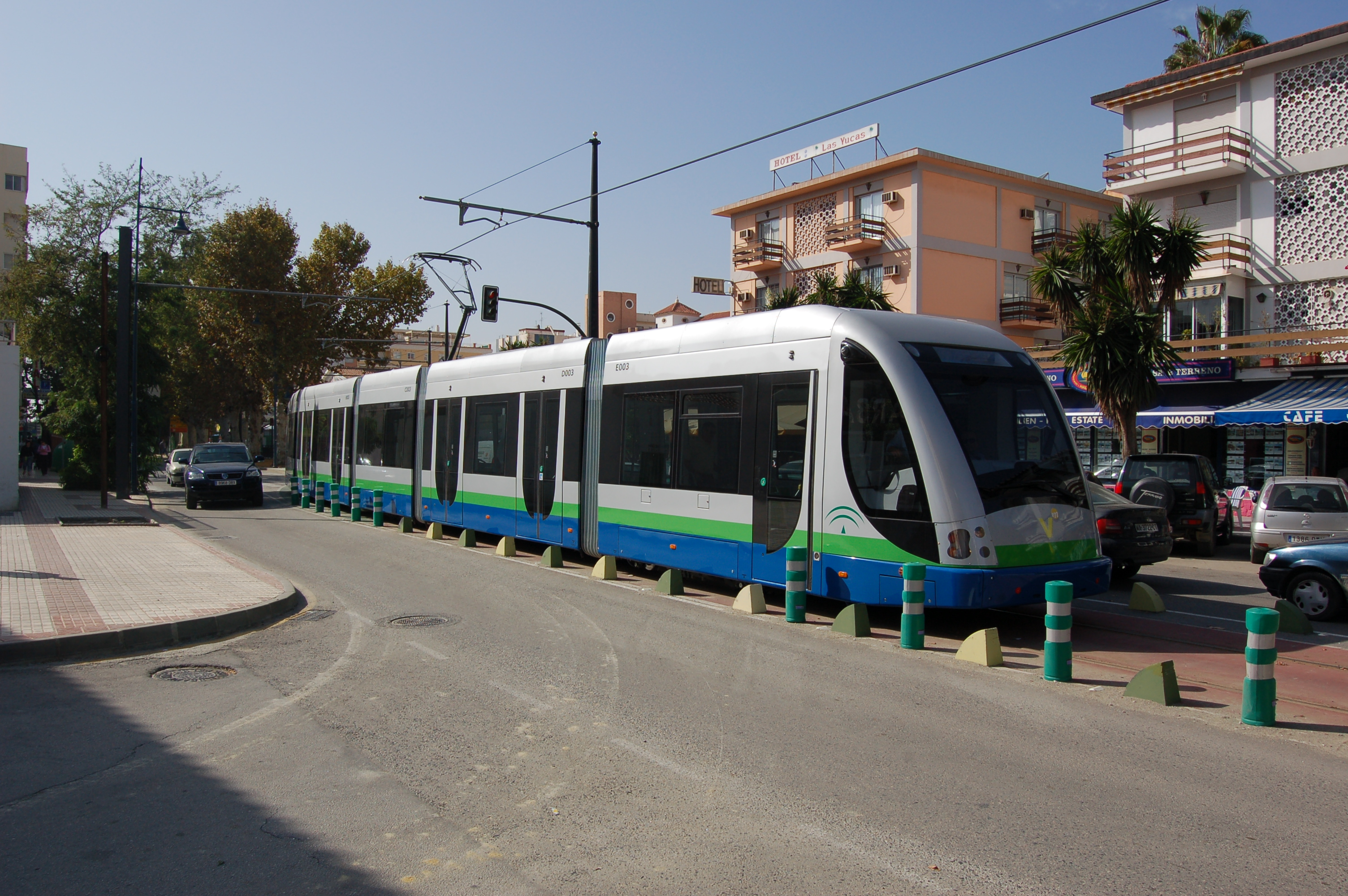
Rame Urbos 2 en circulation.
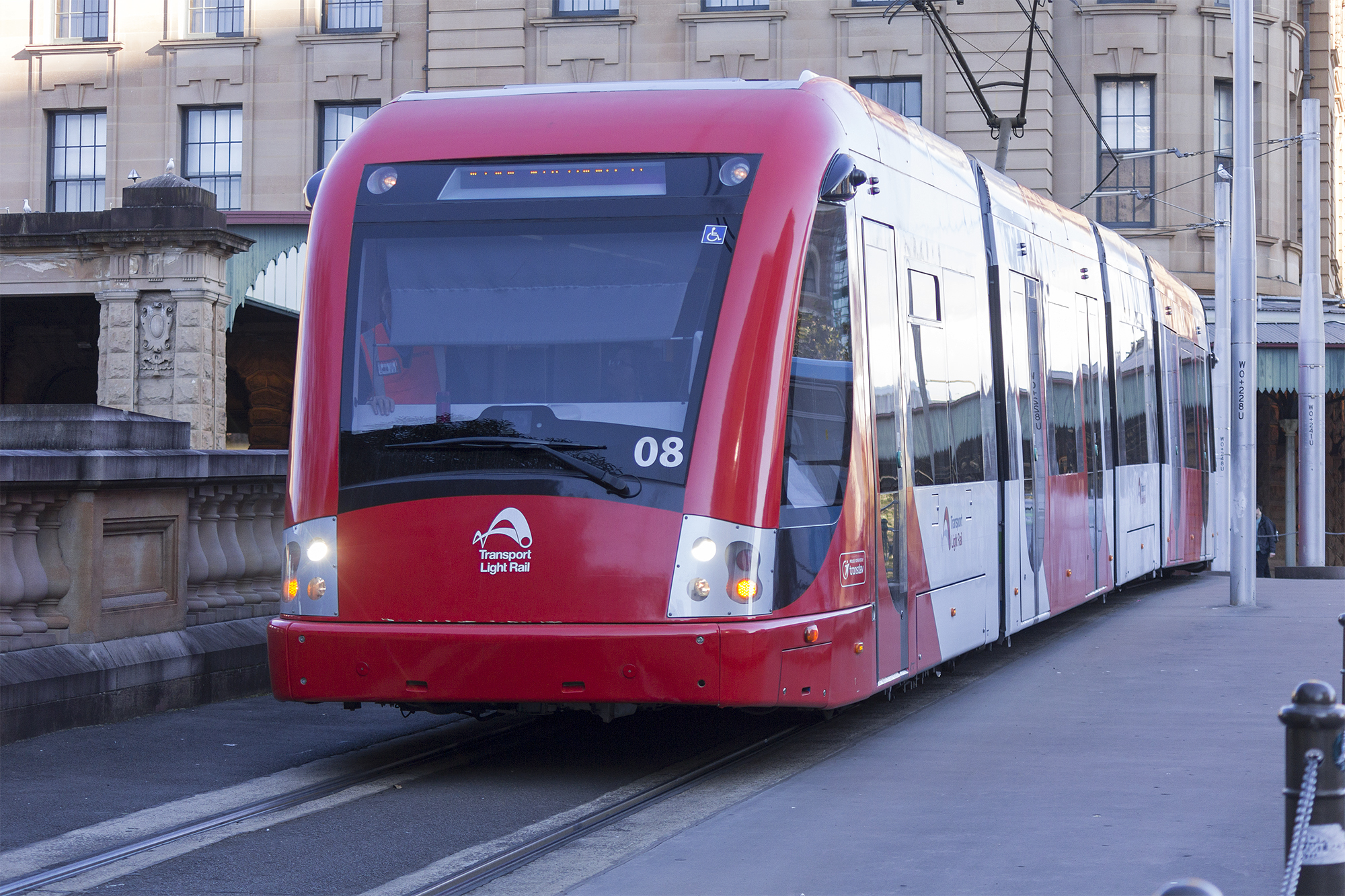
Rame Urbos 2 louée en circulation à Sydney.